# Namibia (film)
Pour plus de détails, voir Fiche technique et Distribution.
Namibia (Namibia: The Struggle for Liberation) est un film américano-namibien réalisé par Charles Burnett et sorti en 2007. C'est un film à sujet historique qui relate, sur le mode épique, la lutte qui mène à l'indépendance de la Namibie envers l'Afrique du Sud en 1990 et à l'ascension au pouvoir de Sam Nujoma.

## Synopsis
Le film se place du point de vue de Sam Nujoma et relate sa lutte pour l'indépendance de la Namibie envers l'Afrique du Sud. Après l'indépendance, Nujoma devient le premier Président de la République de Namibie.

## Fiche technique
- Titre français : Namibia
- Titre original : Namibia: The Struggle for Liberation
- Réalisation : Charles Burnett
- Scénario : Charles Burnett
- Musique : Stephen James Taylor
- Direction de la photographie : John Njaga Demps
- Montage : Edwin Santiago
- Studios de production : Namibian Film Commission, Pan Afrikan Center of Namibia
- Pays :  Namibie,  États-Unis
- Langue : afrikaans, allemand, anglais
- Durée : 161 minutes
- Date de sortie : 2007

## Distribution
- Carl Lumbly : Sam Nujoma
- Joel Haikali : Sam Nujoma jeune
- Danny Glover : le père Elias
- Chrisjan Appollus : Sam Hosea
- Obed Emvula : Red
- Lazarus Jacobs

## Production
Le film a été en partie financé par le gouvernement namibien.

## Accueil critique
Dans le magazine Variety, Robert Koehler donne une critique mitigée du film, auquel il reproche d'être plat et d'attacher trop d'attention aux faits et pas assez à l'émotion.

## Distinctions
Au Festival international du film de Kuala Lumpur, le film remporte les prix du Meilleur film africain, du Meilleur réalisateur et de la Meilleure bande originale[réf. nécessaire].

## Éditions en vidéo
Le film est diffusé en France directement en DVD en 2012.